# أدلركروتزيا
الأدلركروتزيا (الاسم العلمي: Adlercreutzia) هو جنس بكتيريا من شعبة الشعاعيات.

## أصل التسمية
سمي هذا الجنس من البكتيريا نسبة إلى الأستاذ الفنلندي هـ. أدلركروتز.